# Giuseppe Frassinetti
Giuseppe Paolo Maria Frassinetti (Genova, 15 dicembre 1804 – Genova, 2 gennaio 1868) è stato un presbitero italiano, fondatore della congregazione dei Figli di Santa Maria Immacolata.

## Biografia
Era fratello di Paola, di cui curò l'educazione e che aiutò nella fondazione delle Suore di Santa Dorotea.
Studiò al seminario arcivescovile di Genova ed ebbe come professore Antonio Maria Gianelli.
Venne ordinato sacerdote nel 1827 a Savona e nel 1831 venne nominato parroco di Quinto al Mare. Nel 1860 pose le basi di quella che divenne la congregazione dei Figli di Santa Maria Immacolata, eretta canonicamente solo nel 1903.
Fu autore di numerose opere a carattere spirituale, tra cui un Compendio della Teologia Morale di s. Alfonso M. De' Liguori (1865-1866), che godette di una notevole diffusione.
I procedimenti per la sua canonizzazione sono iniziati a Genova nel 1916 e nel 1991 papa Giovanni Paolo II, riconosciutane l'eroicità delle virtù, gli ha attribuito il titolo di Venerabile.